# Leptogenys pangui
Leptogenys pangui is een mierensoort uit de onderfamilie van de Ponerinae. De wetenschappelijke naam van de soort is voor het eerst geldig gepubliceerd in 2000 door Xu.